# Héctor Calegaris
Héctor Calegaris (27 de junio de 1915 - 3 de marzo de 2008) fue un regatista argentino que obtuvo la medalla de plata en los Juegos Olímpicos de Roma 1960.

## Medalla de plata en los Juegos Olímpicos de 1960
En los Juegos Olímpicos de Roma 1960 la tripulación formada por Jorge Salas Chávez, Héctor Calegaris y Jorge Del Río obtuvo la medalla de plata en la clase Dragón (R 5,5 metros), a bordo de la embarcación Tango.
La competencia se realizó en siete regatas, descartándose la peor. Al ganador de cada regata se le sumaban 1532 puntos, al segundo 1231, al décimo 532 y al último (27º) 101. El equipo argentino sostendría una apasionante y cambiante competencia con el equipo italiano, a quien finalmente vencería por una diferencia mínima de 14 puntos.
En la primera regata el equipo argentino llegó en la 15º posición en tanto que canadienses, dinamarqueses y franceses se ubicaban como líderes, en ese orden. A partir de la segunda regata, sin embargo, las posiciones comenzaron a cambiar sustancialmente. La misma fue ganada por el equipo argentino, que se ubicó así tercero en la general, mientras que los canadienses se ubicaban en la punta seguidos de los italianos. Detrás de los argentinos se ubicaron los griegos, quienes a la postre serían los ganadores de la prueba. En la tercera regata, la Tango llegó segunda, para avanzar así en las posiciones generales al segundo lugar, con los italianos delante y los canadienses detrás.
En la cuarta regata los argentinos llegaron quintos, retrocediendo así al cuarto lugar en la general, siempre con los italianos en punta. En la quinta regata salieron segundos, volviendo a ubicarse segundos en la general, con los italianos por delante y los griegos detrás. En la sexta regata los argentinos fueron descalificados y los italianos llegaron 14º, circunstancia que le permitió al equipo griego pasar a comandar la tabla general, con una casi indescontable ventaja sobre los italianos y los argentinos. En la última regata, Italia y Argentina largaron sabiendo que ambos equipos competían por la medalla de plata, con una ventaja considerable a favor de los italianos de 135 puntos. Sin embargo el equipo italiano fue descalificado, y si bien los argentinos no realizaron una buena regata, salieron en 10º lugar, obteniendo 532 puntos, que les permitieron superar a Italia por solo 14 puntos y ganar la medalla de plata.
| Vela: Clase Dragon                                               | Vela: Clase Dragon                                                | Vela: Clase Dragon | Vela: Clase Dragon | Vela: Clase Dragon | Vela: Clase Dragon |
|                                                                  | Tripulación                                                       | País               | Nave               | Puntaje            |                    |
| ---------------------------------------------------------------- | ----------------------------------------------------------------- | ------------------ | ------------------ | ------------------ | ------------------ |
| 1                                                                | Crown Prince Konstantinos, Odyssevs Eskitzoglou, Georgios Zaimis  | Grecia             | Nirefs             | 6733               |                    |
| 2                                                                | Jorge Salas Chávez, Héctor Calegaris, Jorge Alberto del Río Salas | Argentina          | Tango              | 5718               |                    |
| 3                                                                | Antonio Cosentino, Antonio Ciciliano, Giulio De Stefano           | Italia             | Venilia            | 5704               |                    |
| 4                                                                | Øivind Christensen, Arild Amundsen, Carl Otto Svae                | Noruega            | Lett               | 5403               |                    |
| 5                                                                | Sandy MacDonald, Gordon Norton, Lynn Watters                      | Canadá             | Argo II            | 5177               |                    |
| 6                                                                | Aage Birch, Paul Lindemark Jørgensen, Niels Markussen             | Dinamarca          | Chok               | 4715               |                    |
| Fuente: Roma 1960, Olympic results, Wyniki igrzyzk olimpijskich. |                                                                   |                    |                    |                    |                    |